# Villers-Guislain
Villers-Guislain ist eine französische Gemeinde mit 682 Einwohnern (Stand: 1. Januar 2022) im Département Nord in der Region Hauts-de-France. Sie gehört zum Kanton Le Cateau-Cambrésis im Arrondissement Cambrai.

## Geografie
Die Gemeinde Villers-Guislain liegt auf einem Plateau über dem Tal der Schelde an der Grenze zum Département Somme, etwa 16 Kilometer südsüdwestlich von Cambrai. Umgeben wird Villers-Guislain von Gonnelieu im Norden, Banteux im Nordosten, Honnecourt-sur-Escaut im Osten, Vendhuile im Südosten, Épehy im Süden, Heudicourt im Südwesten sowie Gouzeaucourt im Nordwesten.

## Bevölkerungsentwicklung
| Jahr                              | 1962 | 1968 | 1975 | 1982 | 1990 | 1999 | 2006 | 2013 | 2021 |
| Einwohner                         | 780  | 809  | 791  | 767  | 659  | 641  | 694  | 692  | 680  |
| Quellen: Cassini, EHESS und INSEE |      |      |      |      |      |      |      |      |      |

## Sehenswürdigkeiten
- Kirche Saint-Géry
- Wasserturm
- vier Soldatenfriedhöfe des Commonwealth

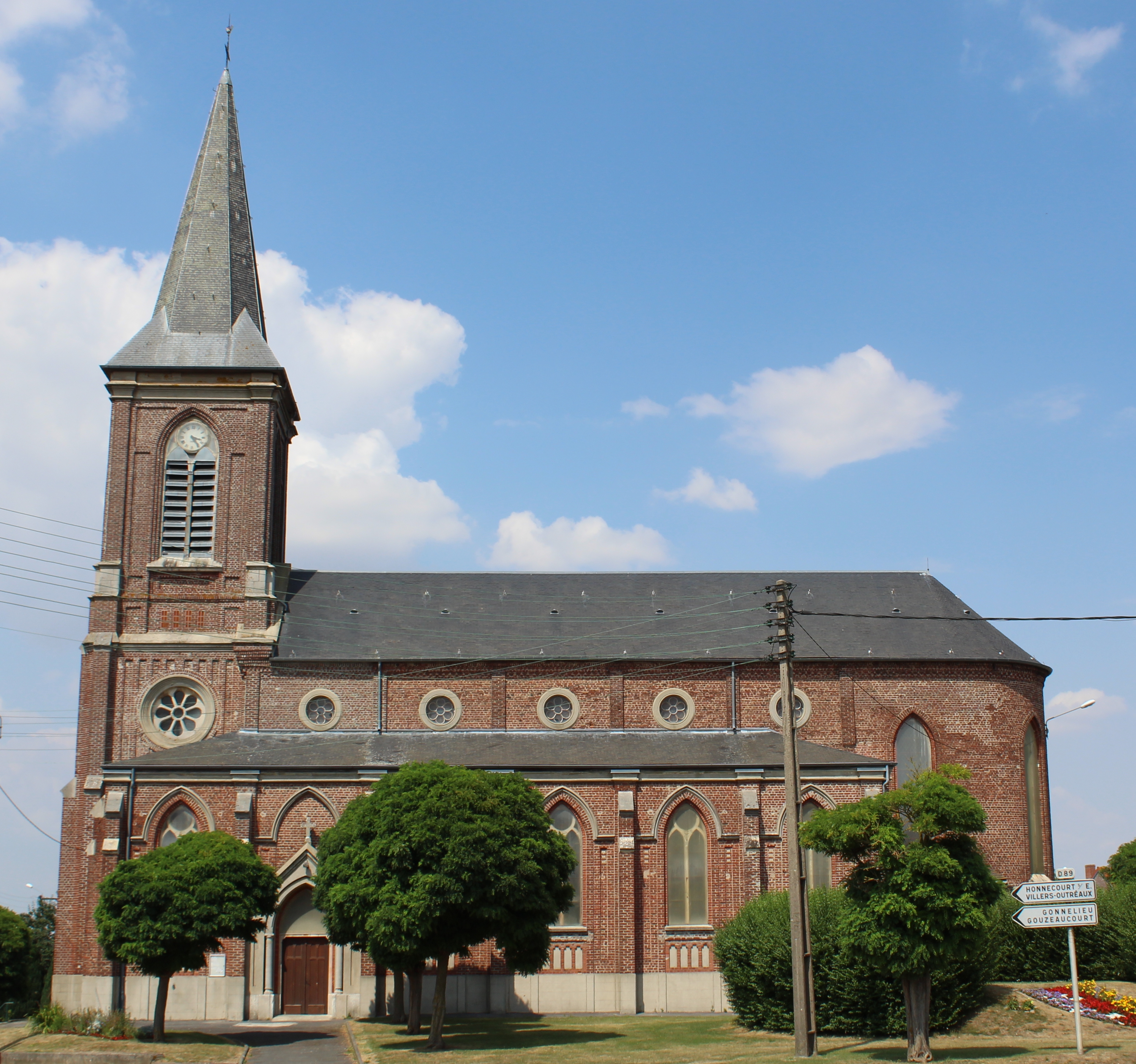
Kirche Saint-Géry
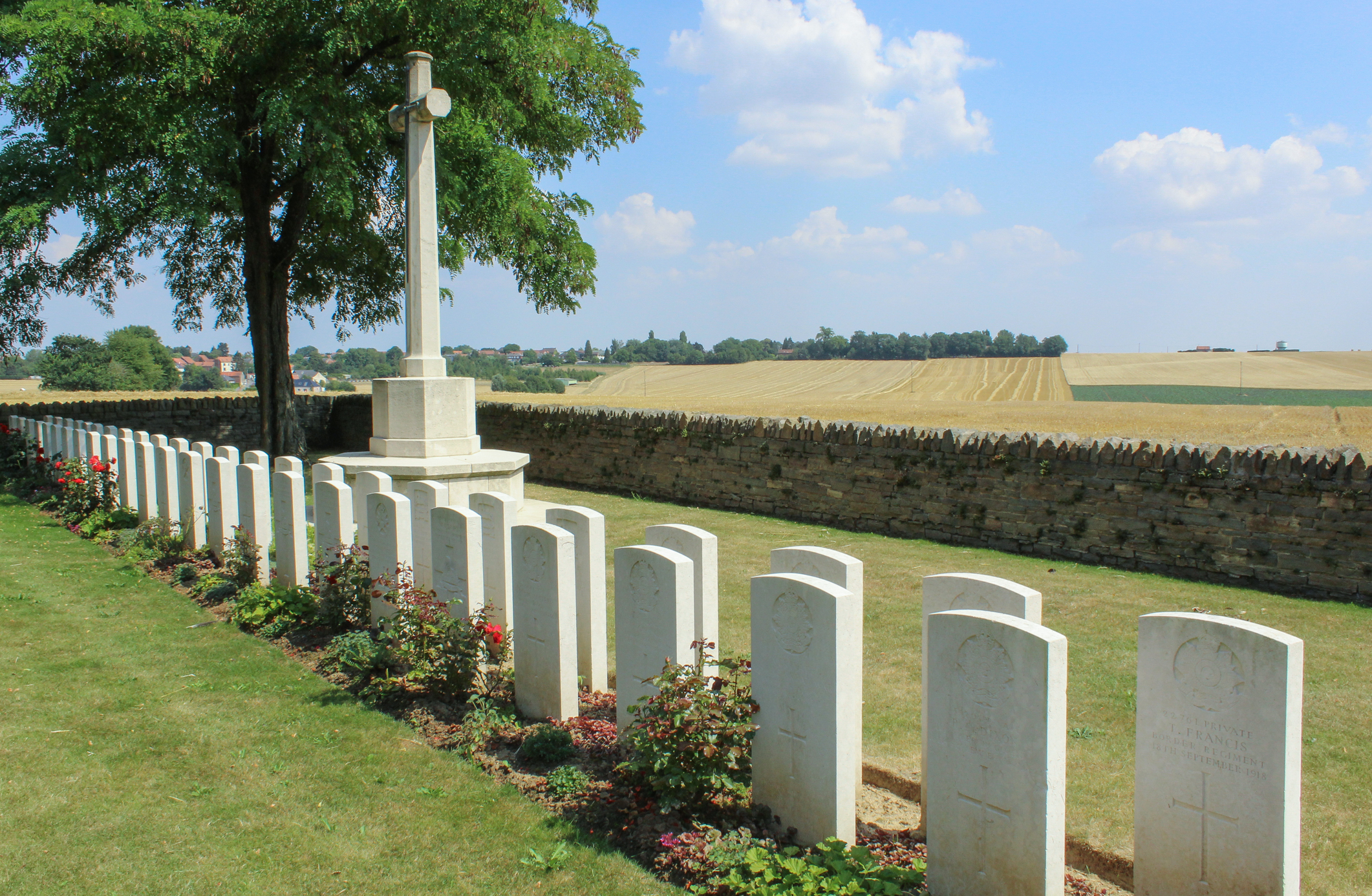
Soldatenfriedhof „Gauche Wood“
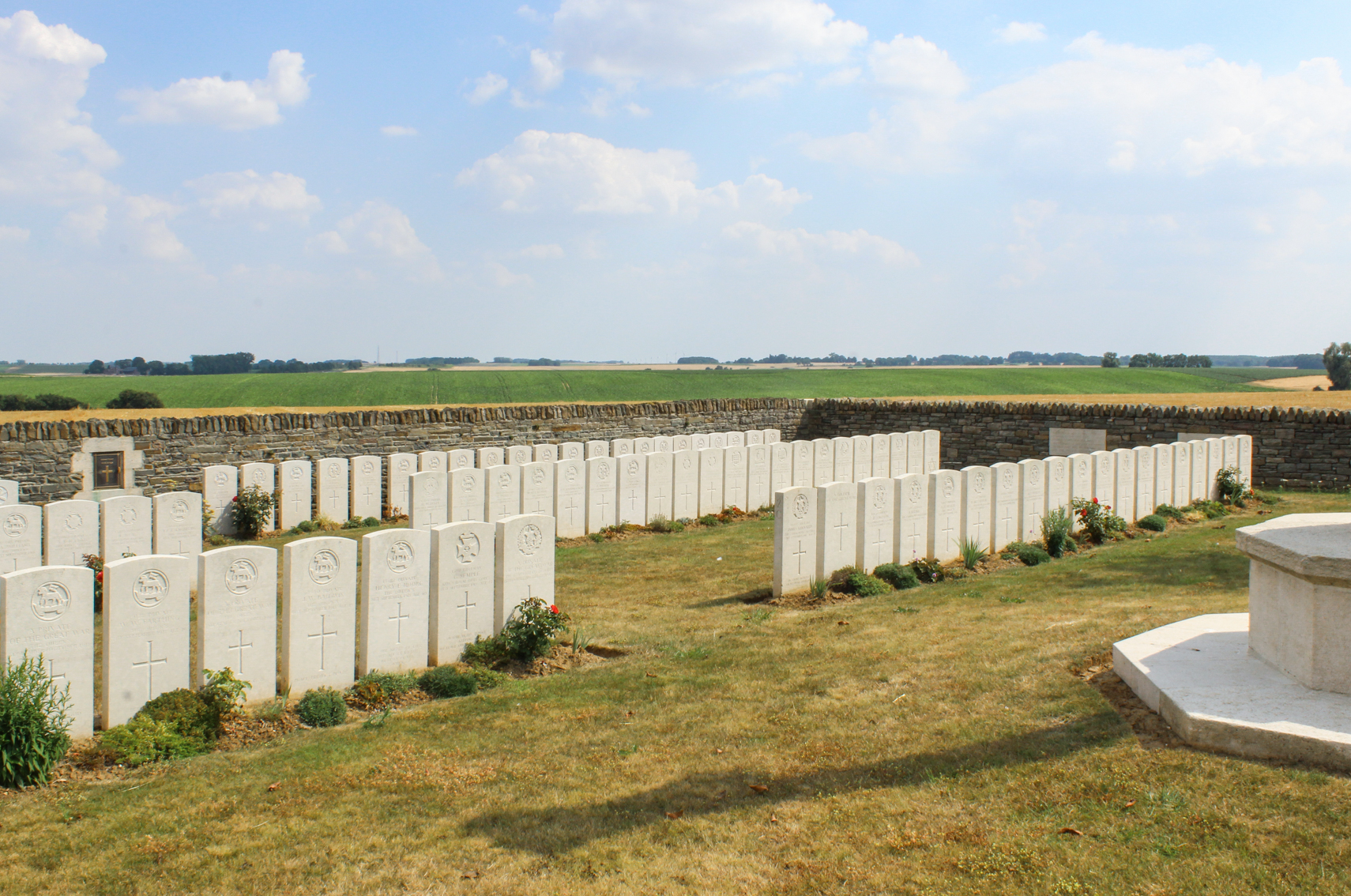
Soldatenfriedhof „Meath“
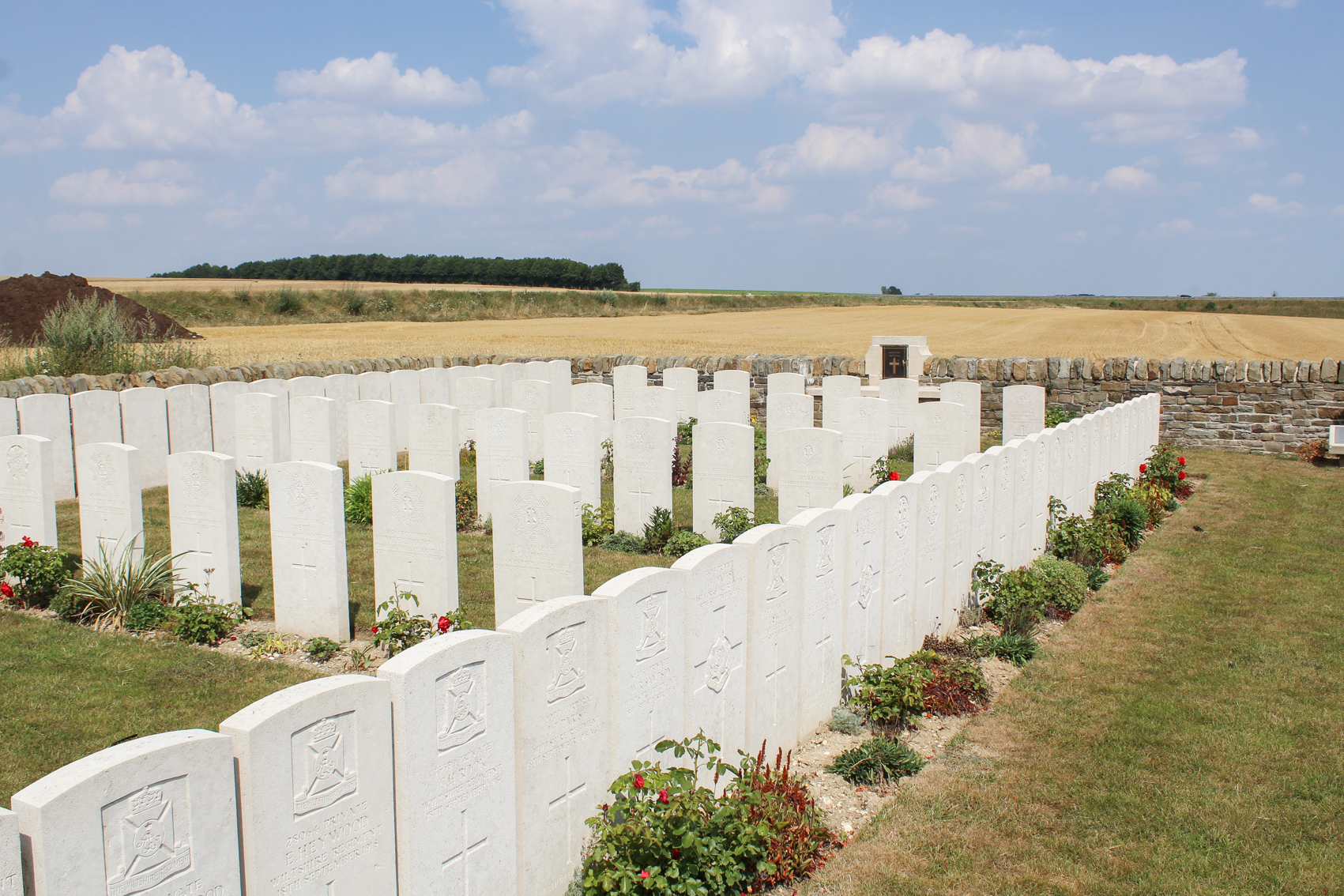
Soldatenfriedhof „Targelle Ravine“
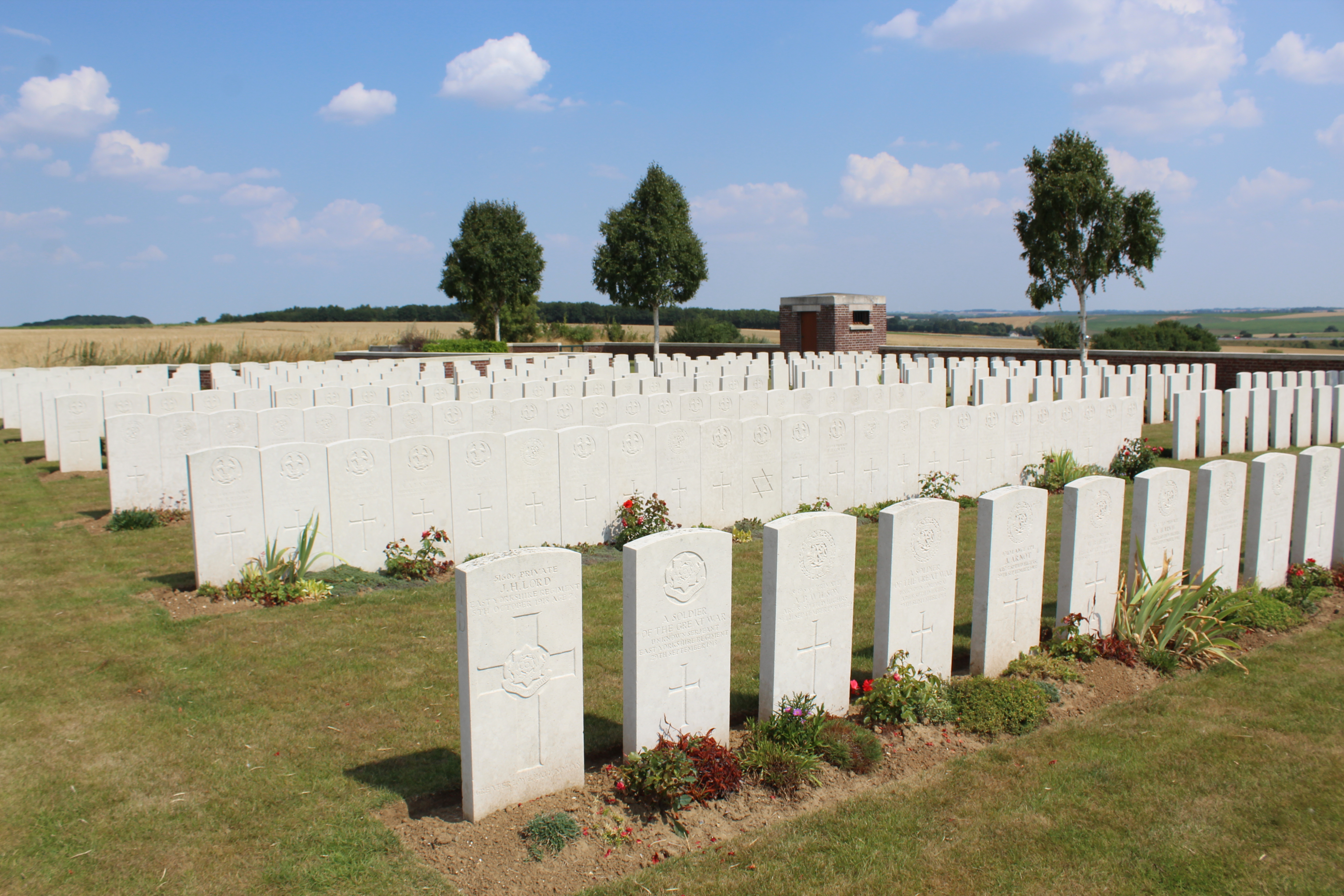
Soldatenfriedhof „Villers Hill“